# Euro Hockey Tour 1996/1997
Euro Hockey Tour 1996/1997 byl 1. ročníkem hokejových turnajů Euro Hockey Tour.

## Česká pojišťovna cup
Turnaj se nekonal.

## Karjala cup
Hokejový turnaj byl odehrán od 7.11.1996 – do 10.11.1996 v Helsinkách
- Vítěz Finská hokejová reprezentace.

| Tým 1   | Výsledek          | Tým 2   |
| ------- | ----------------- | ------- |
| Finsko  | 6:2 (0:0,4:2,2:0) | Švédsko |
| Rusko   | 3:1 (0:1,1:0,2:0) | Česko   |
| Finsko  | 6:1 (1:1,4:0,1:0) | Rusko   |
| Česko   | 1:3 (1:2,0:1,0:0) | Švédsko |
| Švédsko | 4:1 (1:0,1:1,2:0  | Rusko   |
| Česko   | 3:3 (1:1,1:0,1:2) | Finsko  |

## Cena Izvěstijí
Hokejový turnaj byl odehrán od 16.12.1996 – do 21.12.1996 v Moskvě
- Vítěz Švédská hokejová reprezentace.

| Tým 1   | Výsledek          | Tým 2   |
| ------- | ----------------- | ------- |
| Švédsko | 3:1 (0:0,3:1,0:0) | Finsko  |
| Česko   | 1:3 (0:0,1:0,0:3) | Rusko   |
| Rusko   | 3:1 (2:1,1:0,0:0) | Finsko  |
| Švédsko | 3:3 (2:0,1:2,0:1) | Česko   |
| Rusko   | 1:3 (0:0,0:2,1:1) | Švédsko |
| Finsko  | 5:2 (2:2,2:0,1:0) | Česko   |
| Kanada  | 1:5 (0:1,1:2,0:2) | Švédsko |
| Kanada  | 0:6 (0:2,0:1,0:3) | Rusko   |
| Česko   | 3:1 (1:0,0:0,2:1) | Kanada  |
| Finsko  | 6:1 (2:0,3:0,1:1) | Kanada  |

## Švédské hokejové hry
Hokejový turnaj byl odehrán od 4.2.1997 – do 9.2.1997 v Stockholmu
- Vítěz Finská hokejová reprezentace.

| Tým 1   | Výsledek          | Tým 2  |
| ------- | ----------------- | ------ |
| Švédsko | 2:4 (1:1,0:1,1:2) | Finsko |
| Rusko   | 5:1 (2:1,3:0,0:0) | Česko  |
| Finsko  | 5:1 (2:0,2:0,1:1) | Rusko  |
| Švédsko | 6:3 (2:1,3:1,1:1) | Česko  |
| Švédsko | 3:1 (2:0,1:1,0:0) | Rusko  |
| Finsko  | 5:0 (1:0,3:0,1:0) | Česko  |
| Švédsko | 1:2 (0:1,1:1,0:0) | Kanada |
| Rusko   | 1:1 (0:1,0:0,1:0) | Kanada |
| Česko   | 2:1 (0:0,2:1,0:0) | Kanada |
| Finsko  | 4:2 (1:0,0:2,3:0) | Kanada |

## Celková tabulka EHT 1996/1997
| Mužstvo | Z | V | R | P | VG | OG | B  |
| ------- | - | - | - | - | -- | -- | -- |
| Finsko  | 9 | 6 | 1 | 2 | 36 | 17 | 13 |
| Švédsko | 9 | 6 | 1 | 2 | 29 | 21 | 13 |
| Rusko   | 9 | 4 | 0 | 5 | 19 | 25 | 8  |
| Česko   | 9 | 0 | 2 | 7 | 15 | 36 | 2  |

## Vysvětlivky k tabulkám a zápasům
- Z – počet odehraných zápasů
- V – počet vítězství
- R – remízy
- P – počet proher
- VG – počet vstřelených gólů
- OG – počet obdržených gólů
- B – počet bodů